# Catoptria pauperellus
Catoptria pauperellus — вид лускокрилих комах родини вогнівок-трав'янок (Crambidae).

## Поширення
Вид поширений в Східній Європі та на Балканах. Присутній у фауні України.